# Thirteen Tales from Urban Bohemia
Albums de The Dandy Warhols
…The Dandy Warhols Come Down
(1997) Welcome to the Monkey House
(2003)
Thirteen Tales from Urban Bohemia (2000) est le troisième album studio du groupe de rock américain The Dandy Warhols.

## Titres
Compositions de Courtney Taylor-Taylor, sauf indication contraire.
| No  | Titre                                  | Durée |
| --- | -------------------------------------- | ----- |
| 1.  | Godless                                | 5:20  |
| 2.  | Mohammed                               | 5:20  |
| 3.  | Nietzsche                              | 5:40  |
| 4.  | Country Leaver                         | 3:22  |
| 5.  | Solid                                  | 3:08  |
| 6.  | Horse Pills                            | 3:24  |
| 7.  | Get Off                                | 3:11  |
| 8.  | Sleep                                  | 5:57  |
| 9.  | Cool Scene                             | 4:07  |
| 10. | Bohemian Like You                      | 3:31  |
| 11. | Shakin'                                | 3:56  |
| 12. | Big Indian                             | 3:34  |
| 13. | The Gospel (Peter Loew, Taylor-Taylor) | 5:35  |

## Musiciens
- Courtney Taylor-Taylor – chant, guitare
- Peter Loew – guitare
- Zia McCabe – claviers, guitare basse
- Brent DeBoer – batterie, chant
- Troy Stewart – guitare
- Eric Matthews – trompette sur Godless et Cool Scene
- Vince DiFiore – trompette sur Mohammed
- Anton Newcombe – cordes et guitare sur Get Off
- Phil Baker – basse sur Country Leaver et Sleep
- Joe Kaczmarek – orgue sur Cool Scene
- Erik Gavriluk – orgue sur Bohemian Like You
- Meg Bobbitt – chant sur Shakin' et The Gospel